# Qobamoskee
De Qobamoskee of Ghobamoskee is een moskee in Teheran, met uitzicht op het Alborzgebergte naar het noorden. Het is gelegen aan de Qoba (Ghoba) Straat tussen de Negin Straat en Khushak Straat. 
De moskee werd in 1975 gesloten door de Sjah, vanwege Mohammad Mofatteh's politieke leer.